# جيمس ماثيو باري
السير جيمس ماثيو باري (بالإنجليزية: James Matthew Barrie)‏ (9 مايو 1860 - 19 يونيو 1937)، هو كاتب عمومي وكاتب مسرحي. وهو معروف بكتابته حول شخصية بيتر بان، وهو حامل درجة البارونيتية الأولى (رتبة وراثية أو درجة شرف تحت البارون وفوق الفارس)، وهو الصبي الذي رفض أن يكبر، واستوحى كتابته من الأطفال الذي كان وصيا عليهم، وهم أطفال لولين دافيز. ويعود الفضل له في شيوع اسم ويندي، الذي سمى به بطلة بيتر بان.

## سيرته الأدبية
تمنى باري اتخاذ سيرة مهنية ككاتب، لكن عائلته حاولت حثه على اختيار مهنة في علم الأدب واللاهوت. بمشورة من ألكسندر، تمكن من تقديم حل وسط: سيلتحق بالجامعة، لكنه سيدرس الأدب. التحق باري بجامعة إدنبرة وكتب هناك مراجعات درامية من أجل صحيفة إدنبرة المسائية. وقد تخرّج وحصل على شهادة ماجستير في الآداب في 21 أبريل عام 1882.
إثر إعلان عمل وجدته شقيقته في صحيفة ذا سكوتسمان، عمل لمدة سنة ونصف كصحفي موظف في دورية نوتنغهام. بعودته إلى كيريميور، قدم مقالة إلى صحيفة سانت جيمس، دورية لندنية، مستخدمًا قصص والدته حول البلدة التي نشأت فيها (أُعيد تسميتها «ثرامس»). «أُعجب» المحرر «بذلك الشيء الإسكتلندي» كثيرًا، لدرجة أن باري كتب سلسلة من هذه القصص. كانت هذه القصص أساسًا لرواياته الأولى: القصائد الريفية للنور القديم (1888)، ونافذة في ثرامس (1890)، والقس الصغير (1891).
وصفت هذه القصص «النور القديم»، وهو مذهب ديني صارم انتمى إليه جده ذات مرة. كان النقد الأدبي المعاصر لهذه الأعمال الأولى سلبيًا، اتجه لأن يحط من قدرهم باعتبارهم توصيفات وجدانية وذات حنين إلى الماضي، عن اسكتلندا ذات النموذج الأبرشي، بعيدة عن وقائع القرن التاسع عشر الصناعي، اعتُبرت هذه القصص أحد معالم ما عُرف بالمدرسة (أو الحركة) الكيلياردية. رغم ذلك، أو ربما بسببه، كانت تلك الروايات مشهورة كفاية في وقتها لإثبات باري ككاتب ناجح. عقب هذا النجاح، نشرَ من الأفضل الموت (1888) سرًا وعلى حسابه الشخصي، لكن فشلت مبيعاتها. روايتاه، تومي الحساس (1896) وتومي وغريتزل (1900)، كانتا عن صبي وشاب يتمسك بخيال طفولي، مع نهاية غير سعيدة. قرأ الروائي الإنجليزي البارز في نهاية القرن التاسع عشر جورج غيسينغ الرواية السابقة في نوفمبر 1896 وكتب أنه «لم يحبها كثيرًا».
في تلك الأثناء، تحول انتباه باري بشكل متزايد نحو الأعمال المسرحية، بادئًا بسيرة ذاتية عن ريتشارد سافاج، من تأليف باري وإتش. بي. ماريوت واتسون؛ لسوء الحظ، عُرضت مرة واحدة فقط وانتُقدت بشدة. أتبعها على الفور بشبح إبسن (أو تول عصري) (1891)، وهي محاكاة ساخرة لأعمال هنريك إبسن الدرامية هيدّا غابلر والأشباح. كانت مسرحية الأشباح غير مرخص لها في المملكة المتحدة حتى عام 1914، لكنها أحدثت ضجة في ذلك الوقت من خلال عرض «خاص» واحد.
شاهد ويليام آرتشر إصدار مسرحية شبح إبسن في مسرح تول في لندن، وهو مترجم أعمال إبسن إلى الإنكليزية. على ما يبدو شعر بالراحة تجاه هذه المحاكاة الساخرة، واستمتع بهذه الفكاهة المسرحية وأوصى الآخرين بحضورها. تعرف باري على ممثلة شابة اسمها ماري أنسل من خلال مسرحيته الثالثة سائر، لندن (1894). تقدم إليها وتزوجا في 9 يوليو 1894. اشترى لها باري جرو سانت برنارد، وهو الجرو الذي لعب دورًا في رواية العصفور الصغير الأبيض. استخدم اسم أنسل الأول للعديد من الشخصيات في رواياته. ألف باري أيضًا جاين آني، أوبرا فكاهية من أجل ريتشارد دويلي كارت (1893)، والتي فشلت؛ أقنع آرثر كونان دويل بتنقيحها وإنهاءها من أجله.
في عامي 1901 و1902، نجح نجاحًا تلو الآخر؛ كانت كواليتي ستريت حول عانس محترمة وتتسم بالمسؤولية والتي تظاهرت بأنها شخصية مغناج لمحاولة كسب اهتمام خاطب سابق عاد من الحرب. كانت مسرحية كريكتون الأخّاذ، عبارة عن مواكبة اجتماعية أثنى عليها النقاد وكان عرضها المسرحي مُتقنًا، عن عائلة أرستقراطية وخدمها، انقلب نظامهم الاجتماعي بعد أن تحطمت سفينتهم على جزيرة مهجورة. رآها ماكس بيربوم بأنها «تقريبًا، أفضل شيء حدث، في زماني، للمسرح البريطاني».
ظهرت شخصية «بيتر بان» لأول مرة في العصفور الصغير الأبيض. نُشرت الرواية في المملكة المتحدة عن طريق دار نشر هودر وستوكتون عام 1902، ونُشرت على شكل سلسلة في الولايات المتحدة في نفس السنة في مجلة سكريبنر. عُرض عمل باري الأكثر شهرة والأكثر رسوخًا بيتر بان، أو الصبي الذي رفض أن يكبر أول مرة في 27 ديسمبر عام 1904. عرّفت هذه المسرحية الجماهير على اسم ويندي؛ استلهم هذه الشخصية من قِبل فتاة صغيرة اسمها مارغريت هينلي، كانت تدعو باري «فريندي»، لكن لا يمكنها تهجئة حرف الراء جيدًا وتناديه «فويندي». تُظهر مشاهد بلومزبري القيود الاجتماعية في نهاية العصر الفيكتوري وفي العصر الإدواردي لواقع أسرة من الطبقة الاجتماعية الوسطى، المتعارض مع نيفرلاند، وهو عالم حيث المبادئ الأخلاقية مختلفة. وصف جورج برنارد شو المسرحية بأنها «ظاهريًا ترفيه للأطفال في يوم العطلة لكنها في الواقع مسرحية للأشخاص البالغين». مشيرًا إلى الاستعارات الاجتماعية العميقة في العمل من خلال بيتر بان.

## وصلات خارجية
- جيمس ماثيو باري على موقع IMDb (الإنجليزية)
- جيمس ماثيو باري على موقع الموسوعة البريطانية (الإنجليزية)
- جيمس ماثيو باري على موقع ألو سيني (الفرنسية)
- جيمس ماثيو باري على موقع ميوزك برينز (الإنجليزية)
- جيمس ماثيو باري على موقع أول موفي (الإنجليزية)
- جيمس ماثيو باري على موقع قاعدة بيانات برودواي على الإنترنت (الإنجليزية)
- جيمس ماثيو باري على موقع قاعدة بيانات برودواي على الإنترنت (الإنجليزية)
- جيمس ماثيو باري على موقع قاعدة بيانات برودواي على الإنترنت (الإنجليزية)
- جيمس ماثيو باري على موقع قاعدة بيانات الأفلام السويدية (السويدية)
- جيمس ماثيو باري على موقع إن إن دي بي (الإنجليزية)
- جيمس ماثيو باري  على قاعدة بيانات الخيال التأملي على الإنترنت